# Marleen Stelling
Marleen Stelling (Leiderdorp, 2 oktober 1990) is een Nederlandse theoloog, schrijver, illustrator en presentator.

## Biografie
Stelling werd in Leiderdorp geboren en groeide op in een gezin met drie kinderen, waarvan zij de middelste was. Op de basisschool was zij in groep zes en zeven mikpunt van pesterijen, waardoor zij zich erg buitengesloten voelde en zich in haarzelf terugtrok. Daarbij kwam ook de angst voor het verlies van haar ouders, die destijds beiden ernstig ziek werden. Dit alles drukte tijdens haar puberteit een stempel op het verloop van haar verdere leven; als donkere puber, zoals ze zichzelf noemt, vocht zij tegen alles, ook tegen haar kerkelijke opvoeding. Tijdens het doorlopen van het VWO, wilde zij toch meer weten over het geloof, waarvan zij zich juist had afgekeerd. Daardoor ving zij haar studie theologie in Leiden aan. Aansluitend studeerde zij voor het behalen van de master Journalistiek en Nieuwe Media.

### Redacteur en presentator
In 2013 begon ze bij de IKON waar ze als redacteur aan de slag ging bij de Vermoeden-viering, een radioprogramma op Radio 5 dat ze twee jaar later ging presenteren. Tot de zomer van 2016 was ze ook te horen als een van de presentatoren van het EO-programma Dit is de Nacht op NPO Radio 1.
Van 2016 tot 2019 was Stelling op televisie te zien als presentator van Het Vermoeden, een interviewprogramma op zondagochtend dat twaalf jaar door de IKON werd gemaakt en in 2016 een doorstart kreeg bij de EO. Sinds 2016 treedt Stelling ook op als presentator van De Nachtzoen. Ze presenteerde daarnaast de EO-gespreksprogramma's Café Lazarus (2018-2020) en Zie je zondag! (2019-2021).

### Schrijver en illustrator
Als schrijvend journalist werkte zij mee aan diverse bladen en nog steeds aan het blad Volzin.
Haar debuut als schrijfster en illustrator maakte zij in 2018 met het boek Alle bloemen zijn op weg naar jou en dat zij had voorzien met eigen illustraties. Reeds in haar puberteit maakte zij al tekeningen en schetsen van wat ze zag in de natuur. Tijdens haar opleiding aan het VWO werd zij aangemoedigd door haar tekenleraar tot het maken van meer tekeningen en schilderijen.
In mei 2023 kwam haar roman Breuklijnen uit.

## Persoonlijk
Stelling is getrouwd en moeder van twee kinderen.